# Вахонин Починок
Вахонин Починок — деревня в Кадуйском районе Вологодской области.
Входит в состав Никольского сельского поселения (до 2015 года входила в Андроновское сельское поселение), с точки зрения административно-территориального деления — в Андроновский сельсовет.
Расстояние по автодороге до районного центра Кадуя — 43 км, до центра сельсовета деревни Андроново — 5 км. Ближайшие населённые пункты — Дёмшино, Сёбра, Судаково, Тименская.
По данным переписи в 2002 году постоянного населения не было.